# Elaeocarpus stipularis
Elaeocarpus stipularis är en tvåhjärtbladig växtart som beskrevs av Carl Ludwig von Blume. Elaeocarpus stipularis ingår i släktet Elaeocarpus och familjen Elaeocarpaceae.

## Underarter
Arten delas in i följande underarter:
- E. s. alticola
- E. s. atjehensis
- E. s. brevipes
- E. s. castaneus
- E. s. latifolius
- E. s. longipetiolatus
- E. s. nutans
- E. s. rejangensis
- E. s. siamensis